# 彭帥指控張高麗性醜聞事件
彭帥於2021年11月份指控張高麗性侵的新聞，牽涉中共中央政治局原常委、中國國務院原副總理张高丽與中國网球运动員彭帅，亦是少數牽涉國家級運動員与中国最高級別領導人的性侵指控。事件源自彭帥于微博發文述及張高麗利用權勢發生性關係，並指控張對其始亂終棄。由於兩者分別爲中國體壇及政壇的知名人士，也是首次當事人自我曝光被中國執政高層性侵，各国政府和體育界普遍关切事件。国际女子网球协会後取消在中国（包括香港）赛事，中國外交部則批評把體育政治化。

## 事件概要

### 彭帅披露
2021年11月2日，彭帅于微博发文，自我披露同张高丽的特殊性关系。彭帅表示，自十多年前开始，张高丽便在天津向彭帅求爱并发展性关系。而当时张高丽就任中共天津市委书记。2012年11月，张高丽赴北京升任中共中央政治局常委，两人断绝联系。2018年，张高丽在退休后再次联系彭帅，约其在北京康铭大厦打球，后在其居所要求和彭发出性关系。
彭帅称“我原本没有同意一直哭”。随后张高丽在晚餐时向彭帅说到，“宇宙很大很大，地球就是宇宙的一粒沙，我们人类连一粒沙都没有”，以此试图说服彭帅“放下思想包袱”。他又表示会善待彭帅，后在彭帅称“我又怕又慌”，“一个人（张高丽妻子康洁）在外帮守着”的情况下，两人发生性关系。彭帅亦指控康洁对此一切知情且未阻止并接受两人关系发展，但在张高丽背后却对彭帅多次进行言语侮辱。彭帅将康洁的行为描述为“好像《甄嬛传》的皇后一样”，并表示逐渐为这段感情感到“痛苦”：

我觉得自己是一个行尸走肉，装，每一天都在装，哪个我才是真的我？我不该来到这个世界，可又没有勇气去死。我好想可以活的简单点，可事与愿违。
这段关系持续了七年。彭帅称张高丽于2021年10月31日向彭帅表示希望能在11月2日下午“好好谈谈”两人的关系。然而2日当天，一通自张高丽向彭帅打来的电话又稱“再联系”，并推脱一切。彭帅最终在悲愤交加下决定于微博发文披露同张高丽的经历。同时彭帅声称知道此行无异于“飞蛾扑火”、“以卵击石”。即使如此，她表示也将说出同张高丽的经历。
上述文章于微博留有二十分钟，后被微博官方删除；同时彭的微博账号亦被禁言，相关关键字成为敏感词汇。次日，事件引起国际舆论关注。

### “彭帥在哪裡”运动
彭帥於11月2日揭露與張高麗性醜聞事件後即音信全無，2週後引發國際球壇與民眾在網路上發起以主題標籤“#彭帥在哪裡”（#WhereIsPengShuai）發文。11月14日，国际女子网球协会（WTA）發布關於彭帥的聲明，WTA主席西蒙在聲明中表示“彭帥與所有女性的聲音應該被傾聽，必須獲得全面、公平、透明且不遭到審批的調查”，隨後陸續讓國際網球協會、聯合國等國際組織也開始關切。
2022年1月23日，澳大利亞活動人士柏樂志在Twitter上公佈了一段影片，影片顯示保安人員命令澳網觀眾脫下印有「Where Is Peng Shuai」（彭帥在哪裡）的T恤衫和支持中國球員的橫幅。影片引發了爭議，網球傳奇人物纳芙拉蒂洛娃稱主辦單位此舉「可悲」。面临外界批评压力，澳网协会主席泰利1月25日對法新社表示，澳網球迷可以穿著「彭帥在哪裡？」的T恤衫，前提是要保持和平。

### WTA邮件
2021年11月18日，中國環球電視網英文版在Twitter發佈據稱是彭帥寫給世界女子職業網球協會主席西蒙的邮件，該邮件提到協會不應未經彭帥本人同意和核實而發佈消息，新聞稿中的性侵指控不是事實，其沒有失蹤，在家休息，非常安全。電郵中的「and」字出現了，有网友将这张图片发送到微博上，遭到了删帖以及封号。《华尔街日报》分析认为意味着该讯息是在文字处理器上编写后不久被截图的。西蒙，在第一时间做出回应，表示他怀疑这封邮件的真实性，這電郵更令他擔心彭帥的安危與下落；世界女子職業網球協會發表聲明，表示難以相信彭帥寫了這封邮件，因為西蒙多次以各渠道聯絡彭帥，均沒有結果，除非協會得到獨立且可驗證的證據來證明彭帥安危，讓彭帥不受任何來源的壓力和脅迫下暢所欲言，而且必須應在完全透明且沒有審查的方式進行調查。

### 彭帅現身

#### 沈诗伟朋友圈发布近照
11月20日，記者沈诗伟在Twitter公开了一個叫「彭帅2」在微信朋友圈发布的近照，上附文“周末快乐”。彭帅本人在照片中分別抱着一隻灰色的家貓和熊猫公仔合照，背后有一张她与小熊维尼合照的照片，周围的櫃子上还有许多毛绒公仔和她的身份牌，但照片的真实性仍引起外界质疑。不过，《环球时报》总编辑胡锡进相信照片的真实性，轉載照片時指出照片確實是彭帥的最新情況。认为彭帅没有遭受不公平的对待，但照片仍然引來国外媒体質疑。

#### 胡锡进、丁力發布聚餐视频和照片
11月20日晚上胡錫進在Twitter發布彭帅与友人到北京网红餐厅——宜宾招待所聚餐的两段视频，包含鏡頭刻意拍攝餐館的消毒日期，以及彭帅在席间与两男一女谈论网球比赛计划，其中男子（中国网球公开赛赛事总监张军慧）说“明天是11月20号”，立马被旁边女子（中网公司赛事运行中心总经理陈震）纠正说是“11月21号”，被外界质疑都故意谈及日期，而彭帅本人没在期间说话。
在胡锡进发布视频的同时，11月20日晚間22時28分一个名为“丁力”的Twitter账号也发出三张照片，声称当晚他和彭帅一起吃饭，地点也是宜宾招待所。照片显示，聚餐人数至少七个。“丁力”的账号属于中國網球公開賽赞助商利亚德体育总经理丁力。这个账号2012年注册，好多年不用了，“现在突然间为了发布和彭帅吃饭的照片又翻墙出来”。稍後，丁力再發布一則影片，稱影片內容是與「彭帥一起吃的飯。北京的宜賓招待所，是網紅餐廳」。
而美國全國公共廣播電台驻中国记者冯哲芸同样亲自去了一趟餐厅求证，结果似乎不尽相同，冯哲芸在个人Twitter上说，自己决定去影片中的餐厅吃晚餐，来个周日约会。他还向接待处和服务生求证彭帅是否在所说时间来此吃过饭，工作人员却称，无法确认彭帅在过去两晚是否来过餐厅。餐厅的服务人员坚称，餐厅没有私人包厢。
11月21日，胡锡进再上傳一段视频，显示彭帅于当天上午親自出席北京青少年网球比赛决赛开幕式現場，想證明彭帥安全無虞，网友則質疑雖然彭帅現身揮手，但看起來面露难色，似有不妥。接著，丁力21日又在Twitter上傳兩張照片，一張寫著是「2021年11月21日早上9時31分，在中國網球公開賽」拍的照片，畫面顯示他與彭帥合照。因為這些視頻並沒有減少各界對彭帥的人身自由和安全的擔憂，WTA主席西蒙表示影片「並不足以證明她不被脅迫」。西蒙表示已寫信給中國駐美大使秦剛，要求秦剛與中國高層討論這個 「緊急問題」。他還要求应允許彭帥離開中國，或在沒有其他人在場的情況下通過現場視頻語音直接與他通話。

#### 中国官方安排彭帥與國際奧會視訊通話
11月21日，中國官方安排彭帥由中国国家体育总局网球运动管理中心的党委书记暨中國奧會副主席李玲蔚陪同下與國際奧林匹克委員會主席巴赫、國際奧委會運動員委員會主席泰爾霍視訊通話，此次視訊通話用以證明彭帥的自由，盼外界能尊重隱私，並相約2022年北京冬季奧運時一同聚餐，但國際奧委會的行為被國際女子網球協會、全球運動員權利組織、國際特赦組織等組織批判為了北京冬奧漠視運動員的人身自由與性侵事件。国际奥委会高级委员庞德則批评担忧他们对国际奥委会的指控是“一派胡言”。此事後中國的外國媒體頻道只要報導彭帥相關新聞，节目在亚太六号的信号便会被當局切断。
12月2日，国际奥林匹克委员会高级委员庞德表示，他的同僚已经与彭帅进行第2次视讯通话。庞德向CNN表示他沒有看过与彭帅的视讯通话，但他称国际奥委会的评估是目前拥有的最好的证据是彭帅很好。庞德解释他的同僚都是和运动员打过交道，处理过压力的人。他们可以分辨出某人是否是在胁迫下的行为。12月9日，巴赫在瑞士举行为期三天的奥委会会议上表示，奥委会与彭帅的视频通话并不容易，承认她的处境「很脆弱」，奥委会正尽一切努力与她保持联系，并希望通过这种方式，尽可能保证她的人身安全。

#### 丁力再澄清彭帅无碍
11月26日，丁力在Twitter贴出据称是彭帅写给WTA主席西蒙的电子邮件，显示她“不想被打扰”。对于彭帅为何与国际奥委会沟通，而不是WTA，丁力称是因为西蒙将彭帅的联系方式透露给10多名网球运动员和媒体机构，让彭帅被许多电话“打扰”，生活受到严重影响。他还表示，中国政府目前未调查彭帅的性侵犯指控，原因就是彭帅在电邮中所说的，“不存在性侵问题”。

#### 彭帥公開聲明
12月19日，《环球时报》记者陈青青在Twitter上发布了一段七秒的视频，表示彭帅在上海舉行的國際越野滑雪賽的活动上，与姚明、徐莉佳和王励勤等运动员站着讲话。随后，彭帅接受新加坡媒體《聯合早報》採訪，改口稱「我從未說過或寫過任何人性侵我」。她表示一直住在北京的家裡，完全沒有人監視，不過彭帥始終沒有提到張高麗這個人。她也解释关于她上个月由CGTN发布给WTA首席执行官西蒙的电子邮件是她所写，但因为她的英语水平不够，她将中文版内容交给CGTN翻译发布。《联合早报》后来被质疑是在为中国进行大外宣，因为负责采访彭帅的人物顾功垒不具备记者资格，而顾功垒曾发表过具有中国官方色彩的文章。同时，自称是彭帅朋友的丁力也在同日发布了她一系列在上海的照片。
几个小时后，WTA发表声明表示，欢迎彭帅再次在公共场所露面，并希望她可以更多次出现和祝愿她人身安全。但強调，这些露面并没有减轻或解决WTA对她在没有审查或胁迫的情况下，进行交流的重大担忧，呼吁对她的性侵犯指控可以在不受审查的情况下，进行全面、公平和透明的调查。

#### 冬奧現身
2022年2月3日，國際奧委會主席巴赫表示他將如約和彭帥在北京冬奧會期間進行會晤，並表示彭帥在北京行動自由，如果彭帥希望中國官方對她的指控進行調查，國際奧委會也會支持。2月5日，彭帅與巴赫和运动员委员会前主席考文垂在北京会面。
2022年2月7日，在彭帥接受法国媒体團隊報访问称她从未指控任何人对她进行过性侵和宣布退役后，国际奥委会在北京每日奥运会新闻发布会上表示，国际奥委会表明无权判断彭帅是否在受威胁下发言，也无权决定是否展开调查。国际奥委会发言人亚当斯表示：「我们是一个体育组织，我们的工作是与她保持联系，正如我们过去所解释的那样，进行个人和安静的外交，就像我们现在所做的那样」「我不认为我们可以以一种方式判断，就像你不能以一种或另一种方式判断她的立场一样」。这段声明与庞德称他的同僚“都是和运动员打过交道，处理过压力的人，可以分辨出某人是否是在胁迫下的行为”的说词相悖。
2022年2月8日，彭帅來到首钢滑雪大跳台，观看谷爱凌的自由式滑雪女子大跳台比赛。

### 张高丽现身
2022年10月，中共二十大召开之时，张高丽以特邀代表身份当选中共二十大主席团常委会委员，说明其并未因该事件遭到惩处。2022年12月，张高丽再次在前中共中央总书记兼前中国国家主席江泽民的遗体火化仪式和追悼大会上露面。

## 各方反应

### 各國政府

#### 中華人民共和國
2021年11月3日，据彭博社报道，中国外交部发言人汪文斌在主持例行记者会上被问及事件，表示：“我没有听说过此事，这并非是一个外交问题”。同月17日，另一名外交部發言人赵立坚在例行記者會上再度被問及此事，他回應稱無法掌握，其繼續稱此事並非外交问题，並建議記者與「主管部门」聯絡。11月23日，赵立坚又在例行記者會上表示，彭帅事件不应被政治化，希望某些人停止恶意炒作彭帥事件。值得注意的是，在中华人民共和国外交部官网随后发布的新闻稿中皆未收录上述对话。

#### 美國
印第安納州眾議員班克斯就彭帥失踪一事致信總統拜登，敦促其政府在此問題上向中國施壓。白宮新聞秘書莎琪表示對此事的關切，呼籲中國當局提供獨立的、可核實的證據，證明她的下落和她的安全。
2021年12月8日，美國众议院以428比0的票数全数通过决议，谴责国际奥委会帮助北京掩盖张高丽对彭帅的性侵指控。该决议称国际奥委会与中国政府合作，违反了自身的人权承诺。

#### 法國
外交部長勒德里安在法國電視新聞台的節目「大陪審團」上警告中國讓彭帥發聲，否則將「採取外交行動」。法国驻华大使馆在微博上发布了相关声明，评论被当局严格审查，但原帖未被删除。

#### 澳洲
澳大利亞政府表示，中國當局需要以透明度和問責制來回應包括國際體育界在內的許多成員對彭帥的嚴重關切。

### 地区性或国际组织

#### 歐盟
11月30日，欧盟要求中国政府保证彭帅是自由的，且没有受到威胁，並要求中国政府提供可核实的证据，证明彭帅的安全、健康和下落。

#### 聯合國
2021年11月19日，聯合國人權事務高級專員辦事處發言人特羅塞爾呼籲中國對彭帥的指控進行全面和透明的調查，發言人強調是要知道彭帥在哪裡，處於什麼狀態，以及彭帥的情況如何。

#### 國際特赦組織
國際特赦組織表示對中國官媒發佈，據稱是彭帥所寫的電郵不應被當真，因為中國官媒過往強迫發表或捏造聲明的記錄，除非證實彭帥的下落，否則擔憂不會消失。

### 体育界

#### 世界女子職業網球協會
2021年11月14日，西蒙發表聲明，表示協會對涉及彭帥的事件深感擔憂，彭帥對前中國領導人的性侵指控必須得到最嚴肅的對待，而非被審查。協會讚揚彭帥挺身而出具非凡勇氣和力量，並要求中國政府進行全面、公平、透明的調查。同日，《紐約時報》發表對西蒙的訪問，西蒙表示他收到中國網球協會多方消息來源確認，彭帥身在北京，目前安全，沒有受到人身威脅，但WTA相关官员或球员都无法直接联系到彭帅。其要求中國政府對事件作全面調查，如沒有適當的結果，將不會在中國開展業務。對於本人現身影片，西蒙表示這「並不足以」證明她的人身安全，已寫信給中國駐美大使秦剛，要求秦剛與中國高層討論這個「緊急問題」。他還要求允許彭帥離開中國，或在沒有其他人在場的情況下通過現場視頻語音直接與他通話。12月1日，世界女子職業網球協會表示，由於擔憂彭帥的安全可能或影響社會利益，已決定停辦所有在中國（包括香港）舉辦的女子網球巡迴賽賽事，並建議香港在來年于維多利亞公園舉行表演賽取代。 在中国停赛16个月后，国际女子职业网球协会于2023年4月13日宣布，将恢复在中国的赛事。

#### 職業網球聯合會
职业网球联合会主席高登齐于翌日跟进发表声明，对彭帅的安全及处境表示关切，支持女子职业网球协会要求中国政府彻查事件的立场。

#### 國際網球聯合會
2021年11月18日，國際網球聯合會向路透社提供了一份官方聲明，要求中國對彭帥的指控進行透明的調查，彭帥的安全是他們的「頭等大事」。

#### 職業網球運動員協會
職業網球運動員協會發表聲明，稱呼彭帥無所畏懼，協會呼籲網球運動員團結起來捍衛彭帥。表示中國除非向世界提供關於彭帥安全的確鑿證據，否則他們必須團結起來並採取行動。

#### 加拿大網球協會
2021年11月19日，加拿大網球協會發表聲明，關注彭帥的健康和安全，呼籲中國政府讓彭帥在不受審查的情況下自由發言，並且透明地對她的指控進行調查。

#### 溫布頓
溫布頓發表聲明，表示一直努力地通過幕後的關係保障彭帥的安全，溫布頓與全球網球界團結一起，希望彭帥知道她的健康和安全對網球界來說至關重要。

#### 國際奧委會
國際奧委會表示不會對此事件發表任何意見，國際奧委會發言人說，安靜的外交是為此類性質的問題找到解決方案之最佳機會，所以現階段不會進一步發表評論。

### 運動界名人
多位網球運動員要求世界女子職業網球協會徹查事件。網球運動員包括费德勒、纳达尔、娜華蒂露娃、比莉·珍·金、艾芙特、科爾內、布魯迪、馬俞、大坂直美、祖高域、羅傑斯、威廉絲、哈勒普、莫瑞、克維托娃、哈拉瓦科娃、莎卡瑞、麥肯羅、莫拉托格魯、摩爾、戈格斯、克萊斯特絲、皮古拉、漢普頓、吉貝絲、佩雷斯等人及足球運動員碧基、篮球运动员加索尔、籃球球隊亚特兰大梦想队皆在不同場合表達關注。
在西蒙發表聲明之後，娜華蒂露娃讚揚協會在此事表達強硬而正確的立場；艾芙特在網路上發表主題標籤「#彭帥在哪裡」（#WhereIsPengShuai），她表示自14歲起便認識彭帥，對彭帥的狀況表示擔憂；科爾內響應主題標籤，表示「我們別裝聾作啞」；而布魯迪則表示難以相信在21世紀會發生此事；大坂直美表示任何情況都不應審查，她希望彭帥一家平安無事；祖高域表示對彭帥失蹤感到可怕，並與彭帥家人感同身受；羅傑斯呼籲社交媒體用戶繼續分享事件，說世界需要聽到彭帥的聲音；足球運動員巴塞中後衛碧基也在Twitter上分享了彭帥的照片，並帶有#WhereisPengShuai標籤；
威廉絲表示對同齡的彭帥之遭遇感到痛心和震驚，她希望彭帥平安和盡快被找到。威廉絲呼籲中國必須對此進行調查，所有人不應保持沉默，並向彭帥家人表達關懷；哈勒普表示很多網球員都站在彭帥一方，她在想念彭帥，希望彭帥平安；莫瑞在關注彭帥的下落，並將此事與捷克網球運動員克雷吉茨科娃的一段影片聯繫起來，該影片講述了她的國家在1989年天鵝絨革命期間從共產主義中“解放”；克維托娃表示彭帥的消息令人深感不安，她向彭帥表達支持，並祈禱她平安無事；哈拉瓦科娃表示非常擔心彭帥，她不相信她沒事，認為全世界可能都不相信她自己決定躲在某個地方；莎卡瑞在Twitter上分享了彭帥的照片，並帶有#WhereisPengShuai標籤；麥肯羅表示「我們想知道。我們需要知道。」並在Twitter上分享了彭帥的照片；莫拉托格魯表示彭帥事件開始非常令人擔憂；
摩爾表示事件很瘋狂；戈格斯對彭帥的情況深表關切，表示女性不應生活在一個讓受害者沉默的世界，她與整個網球界站在一起說，她們需要答案；克萊斯特絲表示堅決支持世界女子職業網球協會的聲明，所有的網球運動員，無論男女，都需要支持這一點，所有人需要知道彭帥是安全的；皮古對世界女子職業網球協會展示立場表示感到幸運，認為不僅是網球運動員也應該對彭帥令人深感擔憂的情況有所了解；漢普頓建議世界女子職業網球協會暫停與中國的合作，直到得知彭帥的情況；吉貝絲對據稱是彭帥的電郵表示感到毛骨悚然，認為很明顯不是彭帥寫的；佩雷斯表示這整件事讓她更加擔心，形容據稱是彭帥的電郵是寫得最差的「電子郵件」，認為電子郵件第二行不可能帶有滑鼠指標。費達拿表示希望彭帥平安，網壇為她團結；拿度表示儘管他沒有得知所有的信息，但最重要的是要知道彭帥是否還好。網球大家庭中的所有人都希望很快能看到彭帥回來跟他們一起。

### 媒体
《纽约时报》认为这是中國大陸#MeToo的指控首次触及中共最高权力阶层。12月9日，紐約時報又指Twitter上有97個假賬號替彭帥保平安。隨後Twitter將這些賬戶刪除。德国《日报》认为彭帅事件“在以前是闻所未闻的”，虽然#MeToo运动几年前来到中国，也发生了几起备受关注的案件，如涉及中国央视主持人朱军和歌手吴亦凡，但迄今为止还没有受害者敢于指控有权势的政治人物。该事件也让人看到中国审查机构如何实时运作，从删文到封锁关键字，“一个公众人物几乎就像从未存在过一样”。文章还写道，中共党员干部拥有情妇的情况在中国并不少见，“在几年前甚至还会公开炫耀”，而中国政府似乎并不想公开反思该问题。
《世界报》以「北京冬奥会：不可避免的人权问题」为标题，评论在中国，让那些不符合共产党路线或破坏其利益的人消失是一种经典的做法。彭帅在公开指控前副总理张高丽性侵后就没有任何消息，这再次表明中国将不惜一切代价保护其政要。彭帅于11月初在微博上发布了她的性侵指控，但她说她对自己的证词的有效性不抱幻想，她指控强奸的男子是2012年至2017年习近平第一次担任中共中央总书记期间，中共中央政治局的七名常务委员之一，攻击这样一个政治地位如此之高的人物，只会给中国为数不多的世界级球员带来最坏的麻烦。审查随着立即进行，她的信息在引起反应的几十分钟内就从互联网上消失，而中国媒体对这一问题保持沉默。从一个对#metoo运动仍然保持警惕的政权来说，这种反应并不令人惊讶，因为对中国政府来说，这种现象是基于所谓西方男女关系的概念。而这种运动有可能威胁中共以及中国国家机器的父权统治特点。性骚扰指控走上法庭的案例少之又少。而即使得以诉诸法律，判决结果也极少对受害方有利。这个问题在距离北京冬奥会前两个月出现，中国当局不能既要组织国际赛事，又继续采用另一个时代的手段，让他不喜欢的运动员噤声。在2008年北京奥运会时，欧洲和美国仍然对中国持乐观态度，寄望于经济的快速和高速发展，迟早能推动中国走向政治开放。13年后，西方的幻想被习近平的集权和专制权取向所打破。甚至在彭帅事件形成势头之前，美国总统乔拜登就在考虑对北京冬奥会进行外交抵制，以抗议中国的人权侵犯。这将涉及不派政府官员代表华盛顿，同时允许美国运动员参加比赛。这种可能性正在几乎已成定数性，欧洲代表团可能也要尽快考虑这一个选择。
《印度快報》以标题「虚伪和耻辱」，讽刺国际奥林匹克委员会及其主席巴赫通过不承认中国网球运动员的性侵犯指控，却允许自己被专制政权用作不在场证明。评论认为，国际奥委会已经变成了一个道具，它的公信力成为了每次提到彭帅时的不在场证明。中国《环球时报》在一篇社论中预测，「中西之间的意识形态冲突会在冬奥会之前升级」，中国认为这是西方国家为破坏冬奥会而进行的阴谋。国际奥委会对这个问题最可耻的表述是「尽管如此，她将继续参与网球运动，这项她非常热爱的运动」。仿佛好像体育的魔力，网球运动的魔力，引导中国年轻球员取得大满贯成功的魔力，可以消除彭帅的一切创伤。而这并不是国际奥委会第一次相信自己的「体育可以治愈一切」的神话，而对自己人却不闻不问。国际奥委会甚至不承认彭帅的指控，并失去了向年轻运动员解释的机会。由于体育生态系统中的权力不平衡，他们仍然容易受到性侵犯者的伤害，国际奥委会对此已经关闭了自己的眼睛。1936年的奥运会上，纳粹德国公然利用体育进行法西斯宣传、1968年墨西哥城奥运会前的特拉特洛尔科事件，在开幕式前几天，抗议者被政府军枪杀、中国对维吾尔人的虐待，对西藏和香港自由的压制，以及俄罗斯在LGBTQI+权利方面的糟糕记录，都被该组织忽略，这就是国际奥委会与专制政权关系密切的历史，因为专制政权为他们建造了宏伟的冰雪城堡和巨大的体育场馆。巴赫向彭帅承诺，他在北京时将与她共进晚餐，这是一个信号，表明这场表演必须继续下去，同时拒绝解决她的性侵指控。就好像奥林匹克博物馆透明的双层玻璃外墙一样，是为了阻挡附近高速公路的喧嚣而建造的，将不方便的政治噪音拒之门外是该组织的一贯做法。因此不用指望国际奥委会对下一组东道主--巴黎或洛杉矶就仇恨犯罪或枪支暴力的普通民众所提出质疑。
《今日俄罗斯》刊出英国政治学家福迪的文章《中国为何在对西方的舆论战中落败》，认为事件反映出中国官媒不擅长对外宣传，报道内容平淡无奇，缺乏冒险精神，缺乏创意，没能掌握新闻报道的要义，即不是简单地报道事件，而是需要发挥一点技巧，除了采取攻击性姿态的《环球时报》，这是中国政治体制本身的基础性现实导致的。他以西方国家作为例子，指这些国家的新闻是带有商业气息的资本主义商品，能够娱乐、吸引、震撼、吓唬读者，不管其背后的政治动机、編輯自主及联盟为何。相反，中国的新闻媒体存在于等级森严的党体制内。虽然批评者明显地指责媒体是“政府喉舌”，独立性有限，但背后的结构性因素更深，因此中国媒体明显不具备迫使媒体在市场环境中竞争的制度化经验，无法掌握受众需要的资讯，也不打算培养普通的日常新闻受众群体。他又认为中国媒体运营社交媒体的策略同样糟糕，点名指出CGTN的Twitter帐号缺少互动，相信是中国媒体不去培养正常受众的观念所致。所以，当大家说中国对西方国家反动舆论宣传战的时候，永远会记得中国媒体实际上很糟糕、没有效率。福迪随后因发表的上述言论，遭中国CGTN禁止写作。福迪表示「有时候我们不能因为想假装事情很美好，而实际上可能并不好就逃避真相」。
《莫斯科时报》以地缘政治的角度，呼吁俄罗斯不应卷入中国与西方国家之间的对抗。评论认为，彭帅的丑闻事件对将于2022年2月4日至20日举行的北京奥运会的中国当局来说已经是一个非常头痛的问题。在奥运会前的几个月里，越来越多的问题浮出水面，打击了主办国的声誉和奥运会本身的形象。中国近年来在发达国家的声誉远非清澈，在通往举办奥运会的道路上已经面临政治困难。例如法国外交部长勒德里昂就围绕网球运动员彭帅的丑闻事件而威胁中国将采取外交措施，美国总统拜登及其代表表明不排除外交抵制北京奥运会的可能性，英国也可能会加入对奥运会的外交抵制。对于像中国这样的政权来说，奥运会和任何重大的国际赛事一样，不仅仅是一项体育赛事，而是一个向世界其他国家展示其优越性、共产主义制度的有效性、最高组织水平的等等机会，正如苏联曾经的情况一样。多年来，一些国家指责中国对维吾尔族和其他突厥穆斯林民族建立集中营和其他形式的歧视，尽管北京否认这些指控，但这些问题已经在与西方的关系上火上浇油。除了维吾尔族问题和一些孤立的事件之外，台湾因素也有其作用。虽然主要的批评和报复性的行动都集中在北京奥运会的前后，但俄罗斯在中国沿海军事紧张局势的加剧也未能幸免，例如俄罗斯空军与中国空军曾一道飞越日本海和靠近日本领土。莫斯科正在通过这种方式展示其与中国的盟友地位，但俄罗斯根本没有理由卷入北京和西方国家的对抗。俄罗斯正处于东亚紧张局势的边缘，但俄罗斯领导人本身似乎也很接近震央。也许是出于对中国的声援，也许是为了提高自身的重要性，但俄罗斯正在进行的「主权示威」，并不符合俄罗斯的国家利益。因此至少在这个问题上，中国和西方之间的对抗不会对俄罗斯产生重大影响。毕竟，英国部长缺席奥运会对于防止台湾发生重大战争或只是在该地区如此活跃的各种军舰和飞机发生意外冲突来说，是一个相当小的代价。
耶魯日報於2022年1月2日發表題為 “彭帥在哪裡”的匿名評論文章。該文作者呼籲國際社會不能讓彭帥“被埋葬”，不能繼續容忍中共使用“權力的語言”對付異己，同時抨擊包括耶魯大學在內的西方機構，用“中國投資組合”安撫中共的不道德行為，並呼籲它們撤資中國。
《60分鐘》新聞節目於2月13日專題報導彭帥事件，採訪中國前外交官高志凱。高志凱表示「彭帥非常強壯，想佔便宜，是在幻想」，引起澳洲網友批評。